# De zwarte weduwe (jeugdroman)
De zwarte weduwe is een Nederlandstalige jeugdroman, geschreven door Paul Biegel en uitgegeven in 1984 bij Uitgeverij Holland in Haarlem. Het verhaal werd geschreven in opdracht van de NCRV voor het radioprogramma Rabarbara.